# Protea aspera
Protea aspera är en tvåhjärtbladig växtart som beskrevs av Henry Phillips. Protea aspera ingår i släktet Protea och familjen Proteaceae. Inga underarter finns listade i Catalogue of Life.